# Новый Мир (Ветковский район)
Новый Мир (бел. Новы Мір) — посёлок в Радужском сельсовете Ветковского района Гомельской области Белоруссии.

## География

### Расположение
В 9 км на северо-запад от Ветки, 13 км от Гомеля, 10 км от железнодорожной станции Костюковка (на линии Жлобин — Гомель).

### Гидрография
На севере мелиоративный канал.

## Транспортная сеть
Транспортные связи по просёлочной, затем автомобильной дороге Даниловичи — Ветка. Планировка состоит из короткой прямолинейной улицы, ориентированной с юго-запада на северо-восток и застроенной двусторонне деревянными домами усадебного типа.

## История
Основан в начале XX века переселенцами из соседних деревень. В 1926 году в Радужском сельсовете Ветковского района Гомельского округа. В 1931 году жители вступили в колхоз. В 1959 году в составе колхоза «Радуга» (центр — деревня Радуга).

## Население

### Численность
- 2004 год — 17 хозяйств, 28 жителей.

### Динамика
- 1926 год — 33 двора, 205 жителей.
- 1959 год — 162 жителя (согласно переписи).
- 2004 год — 17 хозяйств, 28 жителей.